# Waterproof9
Albums de Patrick Watson
Just Another Ordinary Day
(2003)
Waterproof9 est le premier et le seul album studio solo du chanteur canadien Patrick Watson, sorti en 2000 et réédité en 2001.

## Historique
L'album a été écrit pour accompagner le livre photo Waterproof: Portrait sous l'eau de Brigitte Henry. Chaque morceau de l'album partage son titre avec une photographie de la collection, et l'une des photographies, Main Perpétuelle 1, est utilisée sur la couverture de l'album.
Deux éditions existent, une sortie en 2000 et l'autre en 2001,.
Il s'agit de son seul album solo, avant qu'il ne soit rejoint par Simon Angell, Robbie Kuster et Mishka Stein pour former le groupe qui possède également son nom, Patrick Watson.

## Réception critique
L'album a reçu globalement des critiques positives :
- 6,8 sur 10 chez Senscritique[5] ;
- 2,94 sur 5 chez Rate Your Music[6].

## Liste des titres
| No | Titre            | Durée |
| -- | ---------------- | ----- |
| 1. | Démon Marin      | 5:04  |
| 2. | Mascarade        | 4:55  |
| 3. | Night Fall       | 5:31  |
| 4. | Huracán          | 7:45  |
| 5. | Highway To Idaho | 2:59  |
| 6. | Main Perpétuelle | 6:56  |
| 7. | Sky Dancing      | 3:32  |
| 8. | Ensorcellement   | 4:01  |
| 9. | Dark Gift        | 3:36  |